# Ornichia trinervis
Ornichia trinervis là một loài thực vật có hoa trong họ Long đởm. Loài này được (Desr.) Klack. mô tả khoa học đầu tiên năm 1986.